# Ameaças nucleares durante a Invasão da Ucrânia pela Rússia (2022–presente)
Durante a invasão russa da Ucrânia em 2022, a possibilidade de a Rússia usar armas nucleares tática e o risco de uma escalada nuclear mais ampla foram amplamente discutidos por comentaristas e na mídia. Vários políticos russos seniores, incluindo o presidente Vladimir Putin, o ex-presidente e líder do partido Dmitry Medvedev e o ministro das relações exteriores Sergey Lavrov, fizeram uma série de declarações amplamente vistas como ameaças ao uso de armas nucleares.
Além disso, a ocupação russa da Usina Nuclear de Zaporíjia levou a uma crise sobre a segurança da usina e ao risco de um desastre nuclear.

## Declarações russas

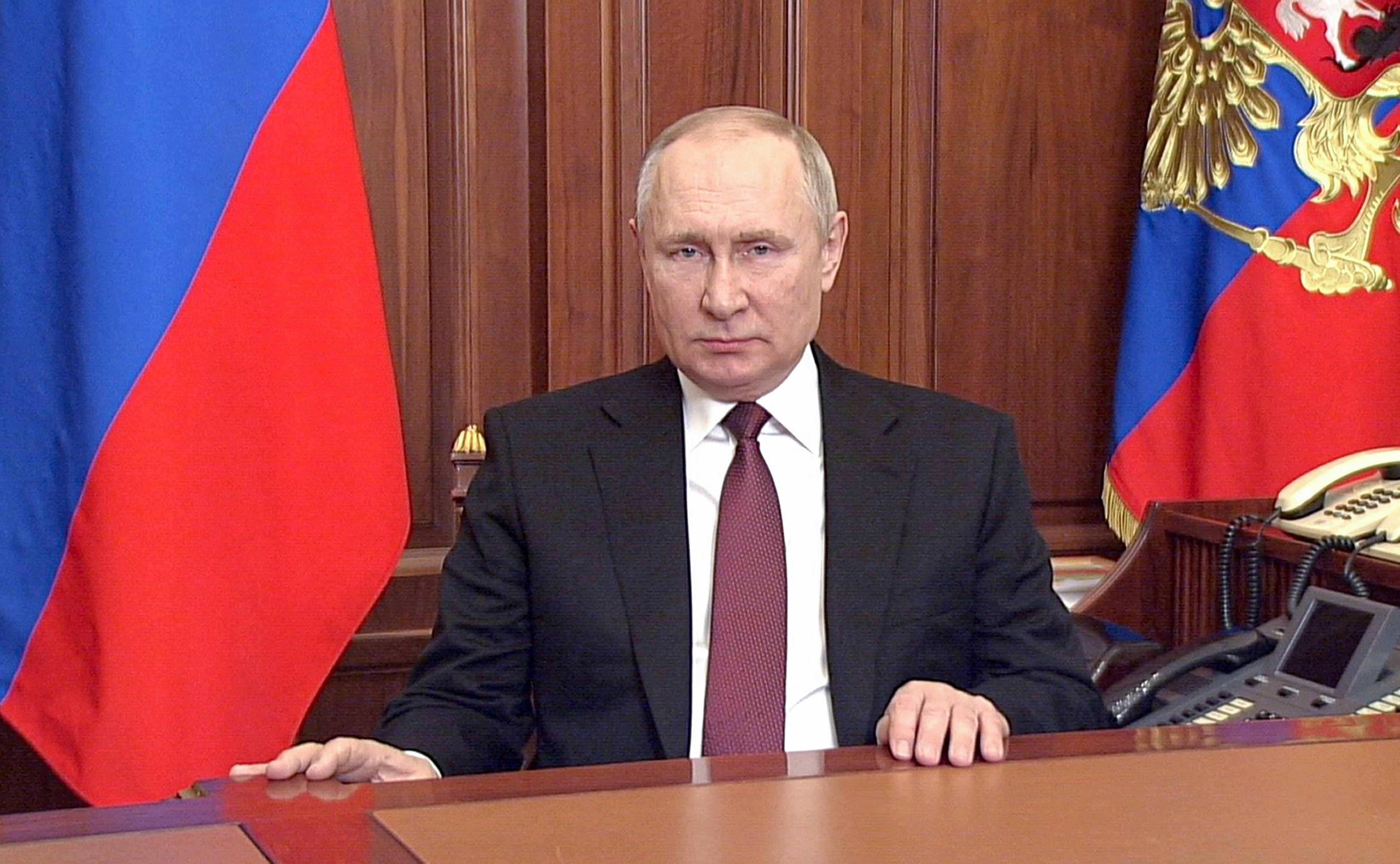
O presidente russo, Vladimir Putin, anunciando a invasão em 24 de fevereiro de 2022

Quatro dias após o lançamento da invasão russa, em 28 de fevereiro, o presidente Putin ordenou que as forças nucleares da Rússia entrassem em um "modo especial de serviço de combate", um estado de alerta máximo.
Em 20 de abril de 2022, a Rússia realizou seu primeiro teste de lançamento do RS-28 Sarmat, um novo míssil balístico intercontinental de longo alcance (ICBM). Putin disse que o novo míssil pode derrotar qualquer defesa antimísseis e que deve fazer com que os países que ameaçam a Rússia "pensem duas vezes". O Departamento de Defesa dos Estados Unidos confirmou que a Rússia notificou adequadamente os EUA sobre o lançamento com antecedência, de acordo com o Novo START, e que os EUA consideraram o lançamento uma rotina de teste e não uma ameaça.
Em 24 de abril, em aparente resposta à reunião do secretário de Estado dos EUA, Antony Blinken, com Zelensky em Kiev em 23 de abril, o ministro das Relações Exteriores da Rússia, Sergey Lavrov, afirmou que um maior apoio à Ucrânia poderia causar tensões que poderiam levar a um cenário de Terceira Guerra Mundial envolvendo o arsenal completo de armas da Rússia. No dia seguinte aos comentários de Lavrov, a CNBC informou que o secretário dos EUA, Lloyd Austin, se referiu à retórica da guerra nuclear da Rússia como sendo "perigosa e inútil".
Em aparente resposta à Alemanha enviando tanques armados para a Ucrânia, Putin anunciou na principal assembléia legislativa da Rússia que a Rússia responderia a qualquer provocação militar combativa de fora da Ucrânia com ação peremptória imediata possível apenas com o arsenal único de armas nucleares da Rússia. O secretário de imprensa do Pentágono, John Kirby, chamou a afirmação de Putin de potência nuclear contrária ao processo de resolução pacífica do atual conflito na Ucrânia.
Em 29 de maio, após repudiar as acusações feitas contra a Rússia sobre as atrocidades em Bucha, o embaixador russo no Reino Unido, Andrei Kelin, disse em entrevista à BBC que não acreditava que a Rússia usaria armas nucleares táticas na Ucrânia até que a soberania russa fosse encontrada. estar em perigo.
Em 21 de setembro, ao anunciar uma mobilização parcial de conscritos, Putin disse que a Rússia “usará todos os meios à sua disposição” – amplamente interpretados como uma ameaça de uso de armas nucleares – para defender o território do país. Ele alertou que sua ameaça "não era um blefe", acusou infundadamente a OTAN de "chantagem nuclear" e de ameaçar usar armas nucleares contra a Rússia, e disse que as armas nucleares da Rússia eram mais avançadas do que as da OTAN. O ministro das Relações Exteriores da Rússia, Sergey Lavrov, não descartou o uso de armas nucleares para defender os territórios ucranianos anexados. Vários dias depois, o ex-presidente russo e aliado de Putin, Dmitry Medvedev, fez uma ameaça mais explícita de um ataque nuclear contra a Ucrânia.
Em 1 de outubro, Ramzan Kadyrov, chefe da República da Chechênia, pediu à Rússia que usasse armas nucleares de baixo rendimento na Ucrânia em resposta à Rússia perder a estrategicamente importante cidade ucraniana de Lyman, o primeiro oficial russo proeminente a pedir diretamente usando armas nucleares. Em resposta aos comentários de Kadyrov, o secretário de imprensa do Kremlin, Dmitry Peskov, disse que o uso de armas nucleares seria determinado pela doutrina militar russa e não pelas emoções.
Mais tarde, em outubro, autoridades russas, incluindo o ministro da defesa russo Sergei Shoigu, começaram a acusar a Ucrânia de se preparar para usar uma bomba suja radioativa em território ucraniano, gerando preocupações no Ocidente de que a própria Rússia pudesse estar planejando usar uma bomba suja e culpar isso na Ucrânia. As alegações também foram comunicadas em telefonemas para autoridades ocidentais por dois altos funcionários russos. Em 24 de outubro, John Kirby afirmou que não havia nenhuma evidência de que a Rússia estava preparando um ataque com bomba suja. Um tweet do Ministério da Defesa da Rússia, supostamente mostrando evidências de uma bomba suja ucraniana em produção, foi desmascarado como uma coleção de fotos antigas e não relacionadas. A pedido da Ucrânia, as Nações Unidas enviaram uma investigação da AIEA à Ucrânia, que não encontrou nenhuma evidência de uma bomba suja sendo desenvolvida ou qualquer outra atividade nuclear não declarada.
Em 22 de janeiro de 2023, Vyacheslav Volodin, o porta-voz da Duma, escreveu no Telegram que "Se Washington e os países da OTAN fornecerem armas que serão usadas para atacar cidades civis e tentar tomar nossos territórios, pois eles ameaçam, isso levará a retaliação medidas usando armas mais poderosas" e "Os argumentos de que as potências nucleares não usaram anteriormente armas de destruição em massa em conflitos locais são insustentáveis. Porque esses estados não enfrentaram uma situação em que houvesse uma ameaça à segurança de seus cidadãos e ao integridade do país". No mesmo mês, a Rússia acusou repetidamente a Ucrânia de armazenar seu equipamento militar nas usinas nucleares sob seu controle. A AIEA tem observadores permanentes em todas as fábricas ucranianas desde 2022 e, em 24 de janeiro de 2023, a agência emitiu uma declaração de que não havia encontrado equipamento militar nas fábricas.